# Sobrado e Bairros
Sobrado e Bairros (oficialmente: União das Freguesias de Sobrado e Bairros) é uma freguesia portuguesa do município de Castelo de Paiva, com 14,04 km² de área e 4784 habitantes (censo de 2021). A sua densidade populacional é 340,7 hab./km².

## História
Foi constituída em 2013, no âmbito de uma reforma administrativa nacional, pela agregação das antigas freguesias de Sobrado e Bairros e tem a sede em Sobrado.

## Demografia
A população registada nos censos foi:
| Distribuição da População por Grupos Etários | Distribuição da População por Grupos Etários | Distribuição da População por Grupos Etários | Distribuição da População por Grupos Etários | Distribuição da População por Grupos Etários | Distribuição da População por Grupos Etários |
| -------------------------------------------- | -------------------------------------------- | -------------------------------------------- | -------------------------------------------- | -------------------------------------------- | -------------------------------------------- |
| Antes da agregação                           |                                              |                                              |                                              |                                              |                                              |
| Ano                                          | 0-14 anos                                    | 15-24 anos                                   | 25-64 anos                                   | >= 65 anos                                   | Total                                        |
| 2001                                         | 918                                          | 690                                          | 2563                                         | 603                                          | 4774                                         |
| 2011                                         | 826                                          | 572                                          | 2678                                         | 755                                          | 4831                                         |
| Após a agregação                             |                                              |                                              |                                              |                                              |                                              |
| Ano                                          | 0-14 anos                                    | 15-24 anos                                   | 25-64 anos                                   | >= 65 anos                                   | Total                                        |
| 2021                                         | 589                                          | 608                                          | 2646                                         | 941                                          | 4784                                         |